# Родна реч (1927 – 1943)
Вижте пояснителната страница за други значения на Родна реч.
„Родна реч“ е списание „за равнители на българското слово“. То е двумесечно научнопопулярно списание за езикова култура.
Първоначално се издава в Казанлък – от май 1927 до 1934 г., а после в София – от 1934 до септември 1943 г. Негови редактори са Стефан Младенов и Стефан Попвасилев.
Списанието отговаря на зададени от читателите въпроси за значението, произхода и правописа на някои думи и изрази. Спомага за „изграждане на строен книжовен български език“, учи читателите на критично отношение към употребата на чужди думи, на правилен говор и правопис.